# Paroedura masobe
Paroedura masobe es una especie de geco del género Paroedura, familia Gekkonidae, orden Squamata. Fue descrita científicamente por Nussbaum y Raxworthy en 1994.

## Distribución
Se distribuye por Madagascar.

## Dieta
La dieta de la especie consiste principalmente en grillos, pero la dieta de las hembras incluye caracoles terrestres e isópodos. Las cucarachas a menudo se incorporan a la dieta, pero deben ser del tamaño de un grillo grande. Las hembras se benefician mucho de esta dieta debido al aumento de calcio. Los masobes jóvenes deben ser alimentados con alrededor de cuatro a cinco insectos todos los días. Mientras que los masobes adultos deben alimentarse de cuatro a seis veces por semana. Las hembras que están listas para reproducirse deben ser alimentadas con isópodos o caracoles terrestres al menos dos veces al mes. Durante la caza, los animales excesivamente grandes o las presas muy pequeñas suelen ser ignorados.